# 純愛さがし
「純愛さがし」（じゅんあいさがし）は、1983年5月21日に発売された高田みづえの19枚目のシングル。

## 解説
TBS系ドラマ「高校聖夫婦」主題歌。B面「幸福イミテーション」は同ドラマの挿入歌である。

## 収録曲
- 両楽曲共に、作詞：阿久悠／作曲：坂田晃一

1. 純愛さがし（3分52秒）
編曲：坂田晃一
2. 幸福イミテーション（3分33秒）
編曲：美野春樹